# Репна
Репна (укр. Ріпна) — село в Волочисском районе Хмельницкой области Украины.
Население по переписи 2001 года составляло 491 человек. Почтовый индекс — 31248. Телефонный код — 3845. Занимает площадь 1,88 км². Код КОАТУУ — 6820988203.

## Местный совет
31246, Хмельницкая обл., Волочисский р-н, с. Федорки